# Léon Lindet
Léon Lindet, född 10 april 1857 i Paris, död 1927 i Gaillon, departementet Eure, var en fransk kemist.
Lindet var från 1888 professor vid Institut agronomique i Paris. Han utförde många värdefulla undersökningar inom växt- och zoofysiologin, enzym- och jäsningskemin samt i synnerhet inom lantbruksteknologins olika grenar, till exempel beträffande tillverkningen av socker, öl, cider, vin, sprit, smör och ost. I sammanhang därmed utarbetade han många nya undersökningsmetoder för socker, stärkelse och liknande produkter. Han invaldes som ledamot av Institut de France 1920.